# Miesen (Karosseriehersteller)
Die Firma Christian Miesen, seit Anfang 2004 firmierend als C. Miesen GmbH & Co. KG, ist ein deutscher Hersteller von Karosserien – heute insbesondere für Spezial- und medizinische Sonderfahrzeuge (Krankenwagen) – mit Sitz in Bonn.

## Unternehmensgeschichte

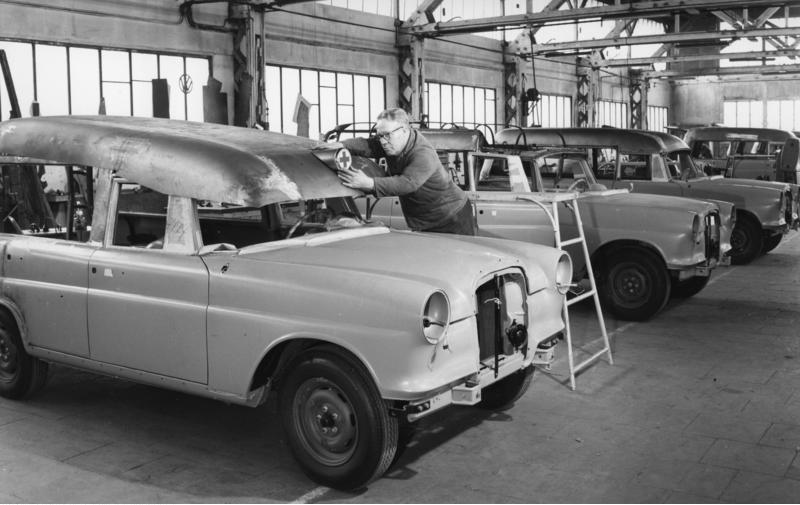
Werkstattarbeiten am W110 bei Miesen

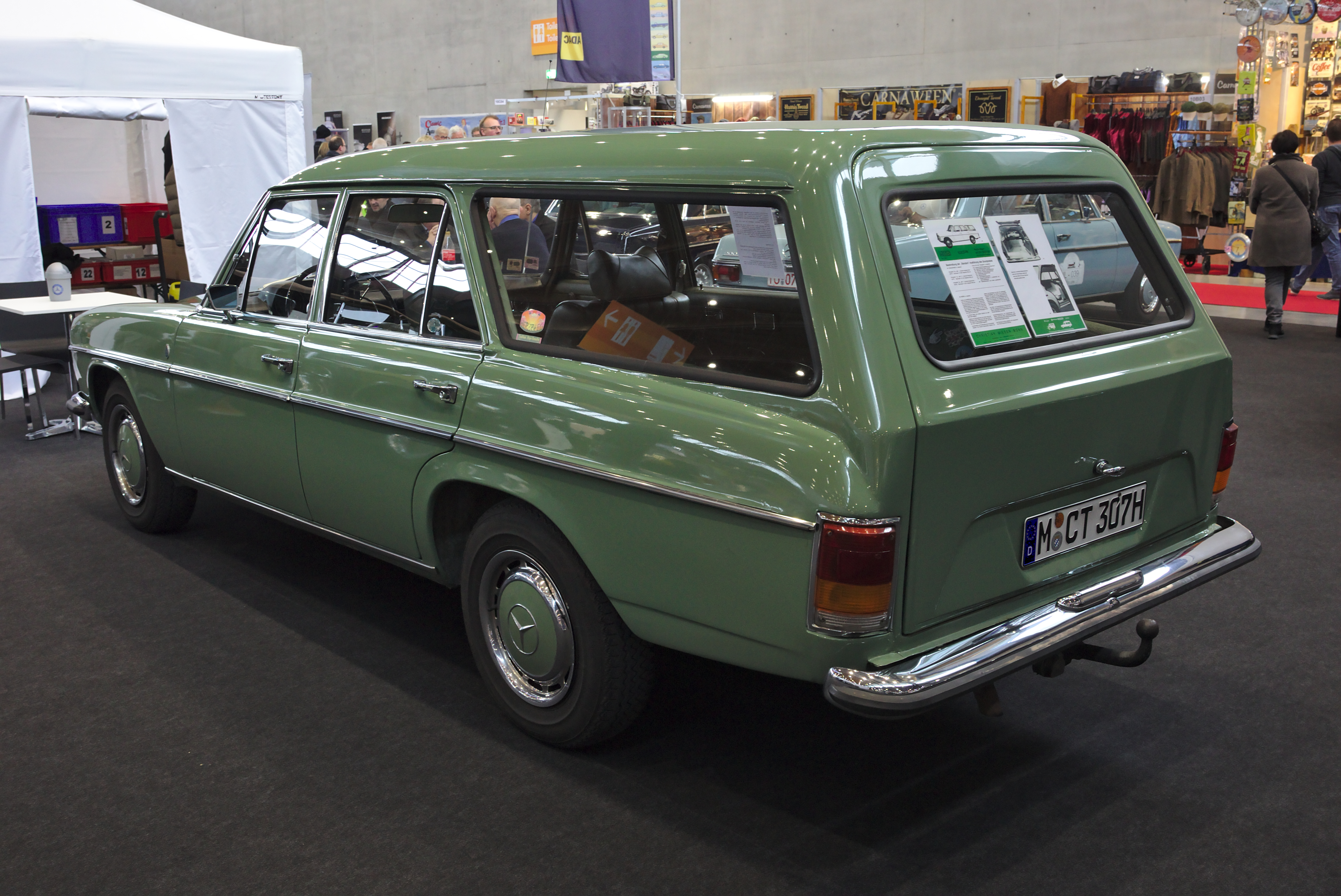
Kombiumbau des Mercedes-Benz /8 von Miesen auf den Retro Classics 2018

Das ursprüngliche Unternehmen wurde am 1. Juni 1870 vom damaligen Wagenschmied Christian Miesen als Stellmacherbetrieb in Bonn gegründet. Zunächst entstanden Pferdekutschen und Pritschenwagen als individuelle Einzelanfertigungen. Dank hoher Produktqualität gelangte Miesen bei den Kunden schon bald zu einem guten Ruf. Infolge des steigenden Auftragsvolumens wurde es zur Jahrhundertwende in Miesens Werkstatt immer enger. Im Jahr 1901 erfolgte Umzug an den langjährigen Standort in der Dottendorfer Straße 165. Im gleichen Jahr entstand dort der erste pferdebespannte Miesen-Krankenwagen. 
Die zunehmende Motorisierung führte bei Miesen bereits ab 1905 zum Bau erster Automobil-Krankenwagen und nach Ende des Ersten Weltkrieges zu einer Spezialisierung auf diesen Produktbereich. Neben Sanitätskraftwagen verschiedener Basisfahrzeugtypen verließ 1926 die erste motorisierte Zahnklinik Europas das Werk.
In den 1930er Jahren wurde – neben einem Omnibus-Sattelauflieger (Sattelzugomnibus) – die Produktpalette primär von der Entwicklung genormter Standard-Sanitätskraftwagentypen für das Rote Kreuz geprägt. Unterstützt durch eine ganze Reihe richtungweisender Patente entwickelte sich das Unternehmen zum Spezialisten auf diesem Sektor. Der hohe Bedarf neuer Krankenwagen bescherte den Christian Miesen Fahrzeug- und Karosseriewerken nach 1945 eine bedeutende Marktposition: Inklusive inzwischen hinzugekommener Exportaufträge wurden in manchen Jahren bis zu 1000 Fahrzeuge gebaut, darunter viele Spezialfahrzeuge.
Zu Beginn der 1960er Jahre deutete sich in der Notfallmedizin hinsichtlich der präklinischen Patientenversorgung ein Umdenken an, das bei Miesen in der Folge zur Entwicklung des „Hoch-Lang“-Krankentransportwagens und erster Unfall-Rettungswagen führte. Ende der 1960er Jahre wurde das Produktgruppen-Markenzeichen „Medimobil“ definiert. 
Im Jahre 2004 geriet das als Familienbetrieb geführte Unternehmen in eine wirtschaftliche Krise und stellte im März 2004 den Insolvenzantrag.

## Heutige Geschäftstätigkeit
Unter Leitung des Geschäftsführers Jürgen Krupp wurde die Nachfolgegesellschaft C. Miesen GmbH & Co. KG Anfang des Jahres 2005 neu gegründet und anschließend umstrukturiert. Der Produktionsbetrieb verlagerte seinen Standort in das südwestlich von Bonn gelegene Wachtberg-Villip und unterhielt im Zuge von Kapazitätsspitzen einen zusätzlichen in Andernach am Rhein gelegenen Produktionsbetrieb. Später wurde ein neuer Produktionsstandort in der ehemaligen Bundesdruckerei in der Bonner Südstraße erschlossen. Damit kehrte das Unternehmen nach Bonn zurück.

## Produktpalette
Die Produktpalette umfasst nicht nur Standardaufbauten auf den gängigen Basisfahrzeugen der Fahrzeughersteller, sondern auch eng mit dem jeweiligen Auftraggeber abgestimmte, individuelle Lösungen. Hierzu zählen insbesondere die nachfolgenden Aufbaukategorien:
- Krankentransportwagen
- Rettungswagen
- Notarzteinsatzfahrzeuge
- Intensivtransportwagen
- Behindertentransportwagen
- Liegendtransportwagen
- Baby-Notarztwagen
- Mobile Kliniken
- Spezialfahrzeuge für die verschiedenen medizinischen und notfallmedizinische Bereiche (z. B. Blutspendefahrzeuge)
- Bestattungsfahrzeuge
- Reisebusse

Neben der traditionellen Einsatzfahrzeug-Produktpalette werden einige im Zusammenhang mit Katastrophenlagen stehende Projekte durchgeführt wie beispielsweise mobile Operationsräume als Rollcontainer für die deutsche Bundeswehr.

## Kundschaft
Heute ist das Unternehmen weltweit präsent und unterhält Vertretungen in den Benelux-Ländern, Österreich, Frankreich, der Schweiz, Liechtenstein, China sowie in den osteuropäischen, arabischen, afrikanischen und asiatischen Staaten. Zu den Kunden zählen alle namhaften Fahrzeughersteller und deren Autohäuser sowie Rettungsdienste, Feuerwehren, Bundeswehr, sowie private Krankentransportunternehmen und Gesundheitsministerien.